# Сезар (кинопремия, 2005)
30-я церемония вручения наград премии «Сезар» (также известной как Ночь Сезара (фр. Nuit des César)) за заслуги в области французского кинематографа за 2004 год состоялась 26 февраля 2005 года в театре Шатле (Париж, Франция). Президентом церемонии выступила актриса Изабель Аджани.

## Список лауреатов и номинантов
Количество наград/номинаций:
- 5/12: «Долгая помолвка»
- 2/8: «Хористы»
- 0/8: «Набережная Орфевр, 36»
- 1/7: «Короли и королева»
- 4/6: «Увёртка»
- 0/5: «Подиум»
- 0/3: «Напарник» / «Вышивальщицы»
- 2/2: «Когда на море прилив»
- 1/2: «Два брата»
- 0/2: «Очищение» / «Жестокость обменов в умеренной среде» / «Посмотри на меня»
- 1/1: «Ложь, измена и тому подобное…» / «Кузены» / «Трудности перевода» / «Нежный поцелуй» / «Жизнь как чудо»

### Основные категории
• Победители выделены отдельным цветом. 
| Категории                                         | Лауреаты и номинанты                                                                                      | Лауреаты и номинанты                                                                                                  |
| ------------------------------------------------- | --- | --- |
| Лучший фильм                                      | • Увёртка / L’Esquive (режиссёр: Абделлатиф Кешиш)                                                        | • Увёртка / L’Esquive (режиссёр: Абделлатиф Кешиш)                                                                    |
| Лучший фильм                                      | • Набережная Орфевр, 36 / 36 quai des Orfèvres (режиссёр: Оливье Маршаль)                                 | |
| Лучший фильм                                      | • Хористы / Les Choristes (режиссёр: Кристоф Барратье)                                                    | |
| Лучший фильм                                      | • Короли и королева / Rois et Reine (режиссёр: Арно Деплешен)                                             | |
| Лучший фильм                                      | • Долгая помолвка / Un long dimanche de fiançailles (режиссёр: Жан-Пьер Жёне)                             | |
| Лучшая режиссура                                  | | • Абделлатиф Кешиш за фильм «Увёртка»                                                                                 |
| Лучшая режиссура                                  | • Оливье Маршаль — «Набережная Орфевр, 36»                                                                | |
| Лучшая режиссура                                  | • Кристоф Барратье — «Хористы»                                                                            | |
| Лучшая режиссура                                  | • Арно Деплешен — «Короли и королева»                                                                     | |
| Лучшая режиссура                                  | • Жан-Пьер Жёне — «Долгая помолвка»                                                                       | |
| Лучший актёр                                      | | • Матьё Амальрик — «Короли и королева» (за роль Исмаэля Вюйара)                                                       |
| Лучший актёр                                      | • Даниэль Отёй — «Набережная Орфевр, 36» (за роль Лео Вринкса)                                            | |
| Лучший актёр                                      | • Жерар Жюньо — «Хористы» (за роль Клемана Матьё)                                                         | |
| Лучший актёр                                      | • Бенуа Пульворд — «Подиум» (за роль Бернара Фредерика)                                                   | |
| Лучший актёр                                      | • Филипп Торретон — «Напарник» (фр.) (за роль Ивона Ле Гуэна)                                             | |
| Лучшая актриса                                    | | • Иоланда Моро — «Когда на море прилив» (фр.) (за роль Ирен)                                                          |
| Лучшая актриса                                    | • Мэгги Чун — «Очищение» (Clean) (за роль Эмили Ванг)                                                     | |
| Лучшая актриса                                    | • Эмманюэль Девос — «Короли и королева» (за роль Норы Коттрель)                                           | |
| Лучшая актриса                                    | • Одри Тоту — «Долгая помолвка» (за роль Матильды)                                                        | |
| Лучшая актриса                                    | • Карин Виар — «Роль её жизни» (фр.) (за роль Клер Роше)                                                  | |
| Лучший актёр второго плана                        | | • Кловис Корнийяк — «Ложь, измена и тому подобное…» (Mensonges et trahisons et plus si affinités...) (за роль Кевина) |
| Лучший актёр второго плана                        | • Франсуа Берлеан — «Хористы» (за роль директора Рашена)                                                  | |
| Лучший актёр второго плана                        | • Андре Дюссолье — «Набережная Орфевр, 36» (за роль Робера Манчини)                                       | |
| Лучший актёр второго плана                        | • Морис Гаррель — «Короли и королева» (за роль Луи Йенссенса)                                             | |
| Лучший актёр второго плана                        | • Жан-Поль Рув — «Подиум» (за роль Жана-Батиста Куссу («Кус-куса»))                                       | |
| Лучшая актриса второго плана                      | | • Марион Котийяр — «Долгая помолвка» (за роль Валентины «Тины» Ломбарди)                                              |
| Лучшая актриса второго плана                      | • Ариан Аскарид — «Вышивальщицы» (фр.) (за роль мадам Меликян)                                            | |
| Лучшая актриса второго плана                      | • Милен Демонжо — «Набережная Орфевр, 36» (за роль Ману Берлинёр)                                         | |
| Лучшая актриса второго плана                      | • Жюли Депардьё — «Подиум» (за роль Веро)                                                                 | |
| Лучшая актриса второго плана                      | • Эмили Декенн — «Напарник» (за роль Брижитт)                                                             | |
| Самый многообещающий актёр                        | | • Гаспар Ульель — «Долгая помолвка»                                                                                   |
| Самый многообещающий актёр                        | • Осман Элькарраз (фр.) — «Увёртка»                                                                       | |
| Самый многообещающий актёр                        | • Дамьен Жуйро (фр.) — «Орфографические ошибки» (фр.)                                                     | |
| Самый многообещающий актёр                        | • Жереми Ренье — «Жестокость обменов в умеренной среде» (фр.)                                             | |
| Самый многообещающий актёр                        | • Малик Зиди — «Повернуть время вспять»                                                                   | |
| Самая многообещающая актриса                      | | • Сара Форестье — «Увёртка» (за роль Лидии)                                                                           |
| Самая многообещающая актриса                      | • Марилу Берри — «Посмотри на меня»                                                                       | |
| Самая многообещающая актриса                      | • Лола Наймарк (фр.) — «Вышивальщицы»                                                                     | |
| Самая многообещающая актриса                      | • Сабрина Уазани — «Увёртка» (за роль Фриды)                                                              | |
| Самая многообещающая актриса                      | • Магали Вок (фр.) — «Короли и королева»                                                                  | |
| Лучший оригинальный или адаптированный сценарий   | | • Абделлатиф Кешиш и Галия Лакруа — «Увёртка»                                                                         |
| Лучший оригинальный или адаптированный сценарий   | • Доминик Луазо (фр.), Франк Манкузо (фр.), Оливье Маршаль и Жюльен Рапно (фр.) — «Набережная Орфевр, 36» | |
| Лучший оригинальный или адаптированный сценарий   | • Жан-Пьер Бакри и Аньес Жауи — «Посмотри на меня»                                                        | |
| Лучший оригинальный или адаптированный сценарий   | • Роже Бобо (фр.) и Арно Деплешен — «Короли и королева»                                                   | |
| Лучший оригинальный или адаптированный сценарий   | • Жан-Пьер Жёне и Гийом Лоран (фр.) — «Долгая помолвка»                                                   | |
| Лучшая музыка к фильму                            | | • Брюно Куле за музыку к фильму «Хористы»                                                                             |
| Лучшая музыка к фильму                            | • Никола Пьовани (итал.) — «Напарник»                                                                     | |
| Лучшая музыка к фильму                            | • Тони Гатлиф и Дэльфин Мантуле — «Изгнанники»                                                            | |
| Лучшая музыка к фильму                            | • Анджело Бадаламенти — «Долгая помолвка»                                                                 | |
| Лучший монтаж                                     | • Ноэль Буассон (фр.) — «Два брата»                                                                       | • Ноэль Буассон (фр.) — «Два брата»                                                                                   |
| Лучший монтаж                                     | • Хью Дармо (в титрах указан как Hachdé) — «Набережная Орфевр, 36»                                        | |
| Лучший монтаж                                     | • Эрве Шнайд — «Долгая помолвка»                                                                          | |
| Лучшая работа оператора                           | | • Брюно Дельбоннель — «Долгая помолвка»                                                                               |
| Лучшая работа оператора                           | • Эрик Готье — «Очищение»                                                                                 | |
| Лучшая работа оператора                           | • Жан-Мари Дрёжо (фр.) — «Два брата»                                                                      | |
| Лучшие декорации                                  | • Алин Бонетто (фр.) — «Долгая помолвка»                                                                  | • Алин Бонетто (фр.) — «Долгая помолвка»                                                                              |
| Лучшие декорации                                  | • Франсуа Шово — «Хористы»                                                                                | |
| Лучшие декорации                                  | • Жан-Пьер Фуйе — «Бессмертные: Война миров»                                                              | |
| Лучшие костюмы                                    | • Мадлин Фонтен — «Долгая помолвка»                                                                       | • Мадлин Фонтен — «Долгая помолвка»                                                                                   |
| Лучшие костюмы                                    | • Пьер-Жан Ларрок (фр.) — «Арсен Люпен»                                                                   | |
| Лучшие костюмы                                    | • Катрин Бушар — «Подиум»                                                                                 | |
| Лучший звук                                       | • Николя Кантен, Николя Нежелен и Даниэль Собрино — «Хористы»                                             | • Николя Кантен, Николя Нежелен и Даниэль Собрино — «Хористы»                                                         |
| Лучший звук                                       | • Сильван Лассёр, Франсуа Морель, Пьер Мертенс и Жоэль Рангон — «Набережная Орфевр, 36»                   | |
| Лучший звук                                       | • Венсан Арнарди, Жерар Арди и Жан Умански — «Долгая помолвка»                                            | |
| Лучшая дебютный фильм (фр. Meilleur Premier Film) | • «Когда на море прилив» — режиссёры: Иоланда Моро и Жиль Порте (фр.)                                     | • «Когда на море прилив» — режиссёры: Иоланда Моро и Жиль Порте (фр.)                                                 |
| Лучшая дебютный фильм (фр. Meilleur Premier Film) | • «Вышивальщицы» — режиссёр: Элеонор Фоше (фр.)                                                           | |
| Лучшая дебютный фильм (фр. Meilleur Premier Film) | • «Хористы» — режиссёр: Кристоф Барратье                                                                  | |
| Лучшая дебютный фильм (фр. Meilleur Premier Film) | • «Подиум» — режиссёр: Янн Муа (фр.)                                                                      | |
| Лучшая дебютный фильм (фр. Meilleur Premier Film) | • «Жестокость обменов в умеренной среде» — режиссёр: Жан-Марк Муту (фр.)                                  | |
| Лучший короткометражный фильм                     | • Кузены / Cousines (режиссёр: Лье Салем)                                                                 | • Кузены / Cousines (режиссёр: Лье Салем)                                                                             |
| Лучший короткометражный фильм                     | • Hymne à la gazelle (режиссёр: Стефани Дювивьер)                                                         | |
| Лучший короткометражный фильм                     | • Les Parallèles (режиссёр: Николя Саада)                                                                 | |
| Лучший короткометражный фильм                     | • La méthode Bourchnikov (режиссёр: Грегуар Сиван)                                                        | |
| Лучший иностранный фильм                          | • Трудности перевода / Lost in Translation (США, режиссёр София Коппола)                                  | • Трудности перевода / Lost in Translation (США, режиссёр София Коппола)                                              |
| Лучший иностранный фильм                          | • 21 грамм / 21 Grams (США, реж. Алехандро Гонсалес Иньярриту)                                            | |
| Лучший иностранный фильм                          | • Че Гевара: Дневники мотоциклиста / Diarios de motocicleta (Аргентина, реж. Вальтер Саллес)              | |
| Лучший иностранный фильм                          | • Вечное сияние чистого разума / Eternal Sunshine of the Spotless Mind (США, реж. Мишель Гондри)          | |
| Лучший иностранный фильм                          | • Фаренгейт 9/11 / Fahrenheit 9/11 (США, реж. Майкл Мур)                                                  | |
| Лучший фильм Евросоюза                            | • Нежный поцелуй / Ae Fond Kiss... (Великобритания, Бельгия, Италия, Испания, режиссёр Кен Лоуч)          | • Нежный поцелуй / Ae Fond Kiss... (Великобритания, Бельгия, Италия, Испания, режиссёр Кен Лоуч)                      |
| Лучший фильм Евросоюза                            | • Жизнь как чудо / Живот је чудо (Сербия и Черногория, режиссёр: Эмир Кустурица)                          | |
| Лучший фильм Евросоюза                            | • Дурное воспитание / La mala educación (Испания, реж. Педро Альмодовар)                                  | |
| Лучший фильм Евросоюза                            | • Мондовино / Mondovino (Аргентина, Франция, Италия, США реж. Джонатан Носситер)                          | |
| Лучший фильм Евросоюза                            | • Сарабанда / Saraband (Швеция, реж. Ингмар Бергман)                                                      | |

### Специальные награды
| Награда          | Лауреаты    | Лауреаты     |
| ---------------- | ----------- | ------------ |
| Почётный «Сезар» |             | • Жак Дютрон |
| Почётный «Сезар» | • Уилл Смит |              |